# アイクぬわら
アイクぬわら（1986年6月5日 - ）は、日本のお笑いタレント、司会者、俳優、YouTuber、ナレーター。ワタナベエンターテインメント所属で、お笑いグループ・超新塾のメンバー。アメリカ合衆国・ニューヨーク州マンハッタン出身、ワシントン州シアトル育ち。

## 略歴
大学時代にシアトルのインターナショナルディストリクトにある日本のビデオ屋で、お笑い番組『天才・たけしの元気が出るテレビ!!』の高田純次の早朝バズーカのコーナーに衝撃を受け、日本のお笑い芸人を目指す大きなきっかけになった。
2004年から2005年に放送されていたお笑い番組『リチャードホール』（フジテレビ）で山崎弘也が演じた「栗井ムネ男」と「下衆ヤバ夫」を観たとき、何を言っているかは理解できなかったものの「コミカルで面白い！」と感じ、お笑いへの関心が高まった。
高田純次、アンタッチャブル、おぎやはぎ、ナインティナイン、ダウンタウン、くりぃむしちゅー等、店員に勧められるがままに観漁ったのち、日本でお笑い芸人になるという夢を持って大学卒業1週間後に来日。大阪市平野区で生活を始め、お笑いを観ながら独学で日本語や関西弁の勉強をした。
来日して5年ほど過ぎた2011年、俳優の渡部豪太の勧めでお笑いグループ・超新塾のオーディションに参加。その結果、コアラ小嵐とともに、超新塾のメンバーとなった。

## 人物
身長180cm 、体重75kg 、血液型B型。
9歳から趣味でITを独学で学んだ。18歳の時にITやエンジニア関係を学ぶためにワシントン州の私立工科大学へ入学し、2年飛び級して20歳で卒業した。来日して証券会社ゴールドマン・サックスでデータセンターエンジニアとして勤務した。
9歳の時、マイケル・ジャクソンのBillie Jeanを見て感銘を受けて様々なジャンルのダンスを始めた。高校時代にはブレイクダンスやフリースタイルのダンスバトルに参戦した。
ストレートパーマをかけている。特技はスケートボード、ボイスパーカッション、ダンス、IT。
魅力的な低音の声質を生かした声優やナレーションの仕事も多数こなしている。
自分は「耳が小さい事」くらいしか特徴がないと思っている。三四郎の相田周二曰く、「小さめのミカンくらい」しかない。
渡部豪太とは仲の良い友人である。山下智久とも仲がよく、山下の人柄について「本当にやさしい生き物」と語っている。芸人ではおぎやはぎ・矢作兼と仲が良く、テレビ朝日『アメトーーク!』に「意外に仲いい芸人」として矢作とともに出演した ほか、2019年にはYouTubeにて2人の英会話によるコント風の動画を公開するチャンネル「矢作とアイクの英会話」を開設した。

## 芸風

### 超新塾
日本の文化に無理矢理馴染もうとするボケが多い。アメリカンジョークをメンバーのタイガー福田が吹き替えにしてネタに盛り込む。オチでダンテ・カーヴァー、ウサイン・ボルト、タイガー・ウッズなどの真似をすることもある。メンバーのコアラ小嵐と二人で「ぬわらし」の芸名でコンビ活動もしている。
漫才中で披露した「魔訶不思議アドベンチャー!」を発音よく歌うネタが動画ソーシャルアプリTikTokで話題となり、歌手のGACKTなどもこれを真似た動画を投稿した。

### ぬわらし
代表的なネタとして、南京玉簾をアメリカンスタイルに作ったものがある。"Oh!" "Yeah!" "Come on!" とネタ中に多用する。ネタは相方であるコアラ小嵐が作る。TBS『有田チルドレン』などにおいて披露した股間を叩いてボイスパーカッションを発するリズムネタ「ポコチンドラム」は、Yahoo!検索ワードで6位を記録し、話題を集めた。

### ピン活動
テレビ東京系列・「おはスタ」にバイリンガルMCとしてレギュラー出演していた。
| おはスタ 担当コーナー名              | 内容                                                                             |
| ------------------------------------ | -------------------------------------------------------------------------------- |
| すぐに使える！ カッコエ〜語!!!       | 学校で教わらない日常で使う英語をハイテンションで教える                           |
| ヌワラチャレンジ                     | バク転、ブレイクダンス、リフティングなど様々なことに挑戦                         |
| ドン・ヌワラ博士のサイエンスワールド | サイエンスを使って不思議な現象を紹介するコーナー                                 |
| ヌワラーマン!!                       | パーフェクト超人ヌワラーマンがみんなでも気軽に出来るミッションに挑戦するコーナー |
| ぬわらの今日は何の日インザワールド!  | 世界にあるさまざまな「○○の日」を英語で紹介するコーナー                           |

『5時に夢中』では毎週水曜日の黒船特派員を担当。エディ・マーフィのような陽気なキャラでふかわりょうのふりにアメリカンジョークや下ネタで切り返す。
「東京ディズニーシーの入口のアナウンス」というモノマネネタがあり、第21回細かすぎて伝わらないモノマネ選手権でこれが放送されたことをキッカケに一時Twitterなどで話題となった。
2016上半期テレビタレント番組出演本数ランキング「ブレイクタレント」部門10位にランクインし、注目を浴びている。
その後も出演番組本数を順調に伸ばし、前年は13本だった出演番組数が175本にまで増加し、2016年ブレイクタレント部門6位にランクインした。
しかし、2023年8月28日、テレビ東京は25日をもって『おはスタ』からのアイクの降板を発表。その後、週刊文春がアイクの不祥事を報道した。報道によると、『おはスタ』で共演している未成年のおはガールを自宅に連れ込んだと報じた。
アイクは31日にコメントを出し、報道について謝罪しながらも「私は誓って指一本触れておりませんし、23時以降に未成年者と食事をしたり、長時間連れ回すような行為はしておりません」と報道の一部を否定した。

## エピソード

### ロッチ中岡率いる「中岡一般」
- 同じ事務所の先輩芸人ロッチの中岡創一と非常に仲が良く[17]、元あめんのキューティー上木、ミリオンズのそぼくと共に「中岡一般」のメンバーである。
- ハートが弱い中岡をひたすら褒めて持ちあげる。中岡の好きな女の子に会う時は、中岡の長所を褒めまくり彼氏として強く勧める。このようにどこでも中岡を褒め続けているため、ついにはドランクドラゴンの鈴木拓にまで中岡を勧める始末である。
- 中岡と町を歩いていると「中岡さんSPつけてるんですか？」や「英語の先生ですか？」と言われる。
- 中岡と映画を観に行った際、上映中に大きな声を出したりリアクションをとったりして周囲に迷惑をかけるが本人にその自覚はなく、さらにエンドロールになり退席しようと立ち上がったのを「最後まで観ようや」と中岡に引き止められ「エンドロール読めるんですか？全部英語ですよ？」と返答し、中岡をいらつかせた。
- 内村さまぁーずで我が家谷田部がハワイでの結婚式を撮影したビデオに中岡と出ていた為、問題にされ「従兄弟のビニー」や「コカドの相方」と3人にいじられまくった。本人はTwitterで喜んでいた。

### 外国人エピソード
- 在日外国人の立場としてHBOのVICEのインタビューに出演したことがある[18]。日本に住む黒人の現状について尋ねられた際、「電車に乗ると（自分の）隣の席が空いているのにみんな座らない」という経験を引き合いに出しつつ、「僕が思うに、日本人は人種差別主義者ではなく、ただ彼らは知らないだけなのだと思う」と、自身をレアポケモンに例えて日本の黒人の立場を説明した[18]。その上で、自分のような黒人が子ども向け番組に出演することは大きな意味があると語っている[18]。
- タイガー福田の「日本語うまくなりすぎるとウケへんから絶対に勉強するな」という言い付けをしっかり守っていたが、後輩の厚切りジェイソンが漢字ネタでブレイクしたため、日本語を勉強しようか真剣に悩んでいる。
- 共演者に「ホームパーティーしましょうよ！」という定番ネタを持っており、実際に知人を集めて定期的にホームパーティーを開催している。
- お笑い芸人になりたての頃、クラブ感覚で友達数十人に「"アイク"と言ったらチケットがタダになるから」と事務所のお笑いライブに誘い、事務所の管理者に叱責された。
- 同じ事務所の先輩アンガールズ山根の結婚式に招待されてもいないのに勝手に参加した。席がないと慌て心配したロッチ中岡が「招待状もらった？」と聞くと「貰ってない。普通に行けるじゃないですか？」と答えてわざわざ料理と席を用意させた。
- 「珍プレー好プレー」に芸人としてではなく、クロマティの通訳として呼ばれた。しかしクロマティのほうが日本語がうまく、途中からはクロマティが日本語で話すのをずっと横で見ているだけであった。
- 本人曰く「（運動神経が良いというイメージを抱かれがちな）黒人なのにスポーツがすごく苦手」で、おはスタの企画で50メートルを全力で走ったにもかかわらず、記録は10秒フラットであった。この記録は日本の小3男子の平均とほぼ同じ。ただし、超新塾のネタにおいてはストリートダンスを基にしたキレのある動きを度々披露している。
- 祖父がナイジェリアのとある村の村長であった。それをすべて相続したため、ナイジェリアに広大な土地を所有する大地主であるが、本人は現地に行ったことがない。
- 先輩であるおぎやはぎ矢作のためにタクシーを捕まえようとした際、指笛を鳴らして「Hey! Taxi!!」とアメリカンな止め方をしようとし、矢作を恥ずかしがらせた。

### 天然KYキャラ
- 上記のように、お笑い芸人・外国人タレント枠の中でもかなり個性的な性格・経歴にもかかわらず、本人は「キャラがない」と悩んでおり、三四郎の小宮に相談したことがある。
- 「有吉の壁」にかなり出演したがっており、別局である「おはスタ」の収録現場でも「有吉の壁出たいなぁ」とつぶやいている。
- 「変顔などのわかりやすい顔芸で笑いを取りたい」と語る反面、なぜか真顔や落ち込んだ顔のほうがウケることに本人は悩んでいる。
- 2017年3月現在、アルカリ性の食品しか口にしない「アルカリ性ダイエット」を実践しており、おはスタレギュラーである三四郎の相田と花江夏樹（はなちゃん）と飲み会を開いた際、自分でお店を手配したにもかかわらず「アルカリ性じゃないから食べれません」と言い出し、結局お通しのひじきとお冷にしか口をつけず、相田をイラつかせた。
- カミナリの石田たくみが明石家さんまを思いっきりひっぱたくというくだりを見て「日本にきて一番笑った」と語るほど気に入っており、それに感化されたのか、最近では「やっぱり売れるには大御所をぶん殴るしかないですね」と言いはじめ周囲を戸惑わせている。

## 出版

### 新聞
朝日新聞
- （おやじのせなか） アイクぬわらさん　見えない力、くれてるかな （2019年9月8日）[19]

The Japan News by The Yomiuri Shimbun
- "Breaking stereotypes while getting laughs" by Atsuko Matsumoto (Perspectives - Japan News Staff Writer) （2019年04月20日）

読売新聞
- よみほっと （2018年8月26日 / 2018年9月2日 / 2018年9月9日）

The Japan Times
- "The consummation of cool is a funny business for comedian Ike Nwala" （2017年11月29日）[20]

### 雑誌
週刊新潮
- "異邦人のグルメ 第22回 | アイクぬわら（アメリカ合衆国出身）"（2019年9月12日号）[21]。
- "異邦人のグルメ 第12回 | アイクぬわら（アメリカ合衆国出身）"（2019年6月20日号）。

週刊大衆
- "アイクぬわら「アメリカ人として最強のエンターテイナーに」笑わせる人間力"（2017年10月16日号）[22]。

### ネット記事
マイナビニュース
- マイナビニュース  "日本のお笑いは「めっちゃレベル高い!」 “高田純次の衝撃”から芸人になったアイクぬわらが描く次の夢" （2021年06月27日） [23]。

新R25
- 新R25  "「本音を探り合うコミュニケーション、ヘンじゃないですか？」アイクぬわらが感じる日本の礼儀の奇妙さ" （2020年10月07日） [24]。

お笑いナタリー
- お笑いナタリー  "矢作＆アイク「DMM英会話」新CM、オークラとの撮影が順調すぎて3時間巻く" （2020年7月28日） [25]。

トウシル
- 楽天証券の投資情報メディア  "僕が仮想通貨にハマった理由：アイクぬわらさんインタビュー【前編】" （2020年7月17日） [26]。
- 楽天証券の投資情報メディア  "仮想通貨が叶えるSF的未来！：アイクぬわらさんインタビュー【後編】" （2020年7月17日） [27]。

東洋経済オンライン
- 東洋経済オンライン  "コロナ禍でも人気のCM好感度ランキングTOP30 DMM英会話が総合1位､大塚製薬のポカリCMも" （2020年5月26日） [28]。

TIME
- TIME.com  "The Lives Lost to Coronavirus" （2020年4月3日） [29]。

オリコン
- ORICON NEWS  "ハイスぺ外国芸人・アイクぬわら、“日本仕様”のお笑いができる唯一無二の存在" （2019年7月10日） [30]。

リクナビ
- リクナビNEXT  "日本で唯一苦手なことは「シャコウジレイ…」一流企業脱サラ芸人【アイクぬわら】のクレイジー人生に学ぶ" （2018年5月30日） [31]。

## ディスコグラフィ

### 参加作品
| 発売日        | アーティスト      | アルバム名 | 品番                | 曲名                                  | 収録された作品                              |
| 2019年5月8日  | never young beach | STORY      | iTunes ID1457542178 | Opening。                             | イントロにてnever young beachメンバーを紹介 |
| 2016年1月27日 | 氣志團            | 不良品     | AVCD-93336/B        | ツッパリHigh School Musical（登場編） | イントロにて氣志團を紹介                    |
| 2016年9月21日 | team THIRD WAVE   | シングル   | iTunes ID1148459555 | 君にサード・ウェーブ                  | 曲のリードボーカル                          |

## SNS・ソーシャルメディア

### YouTube
- 超新塾ちゃんねる - 超新塾のプライベート映像、作品映像、内容盛り沢山となるチャンネル
- 矢作とアイクの英会話 - おぎやはぎ矢作兼と超新塾アイクぬわらによるワンポイントで楽しく英語を学ぶためのショートコント動画チャンネル

### Instagram
- Ketchup Sushi - アイクぬわら自らプロデュースするクリエティブチャンネル

## DVD・Blu-ray Disc
- GLAY x HOKKAIDO 150 GLORIOUS MILLION DOLLAR NIGHT Vol.3 DAY1（2019年） (特典映像としてGLAYや函館をあまり知らない超新塾のアイクぬわらが、函館の街を巡り、GLAYのライブを体験する姿を捉えた旅番組風のコンテンツ「お笑い芸人アイク・ぬわらが行く函館の旅」を収録。)[34][35][36]

## 出演
※特記なきものは単独出演。超新塾としての出演は当該記事参照。

### 映画
- ルパンレンジャーVSパトレンジャーVSキュウレンジャー（2019年） ヒルトップ管理官 役[37]
- 快盗戦隊ルパンレンジャーVS警察戦隊パトレンジャー en film（2018年） ヒルトップ管理官 役[38]

### テレビドラマ
- イタイケに恋して（2021年7月1日 - 2021年9月9日 、読売テレビ・日本テレビ） - 主演・マリック・ジョンソン Jr. 役（渡辺大知、菊池風磨とトリプル主演）[39]
- 僕はどこから（テレビ東京、2020年1月9日 - 2020年3月19日）‐ サントス 役
- Heaven? 〜ご苦楽レストラン〜（TBS、2019年9月10日 最終話）- ジンバブエのコメディアン 役
- 快盗戦隊ルパンレンジャーVS警察戦隊パトレンジャー（テレビ朝日、2018年2月11日 - 2019年2月10日） - ヒルトップ管理官 役[40][41]
- 武士が、マックで店員になった件。（2022年5月18日 - 6月1日、関西テレビ） - エドゥアルド八助 役[42]

### テレビ番組

#### 現在のレギュラー
- NHK高校講座 数学I（NHK Eテレ、2021年4月 - ）(ピン） - MC・みみずくのアイク（声の出演）
- THE突破ファイル（日本テレビ、2023年2月9日 / 2021年5月6日 / 2021年4月8日 / 2021年1月7日 / 2020年11月12日 / 2020年10月1日 / 2020年9月3日 / 2020年8月13日 / 2020年7月2日 / 2020年6月4日 / 2020年3月19日 / 2020年1月9日 / 2019年12月5日 / 2019年10月24日 / 2019年9月19日 / 2019年8月15日）（ピン）- アメリカンポリス アイク 役[5]

#### 過去のレギュラー
- いきなりフォーリンラブ（AbemaTV、2020年1月22日 - 3月25日）(ピン) - MC
- ORANGE（静岡放送、2019年10月4日 - 2020年3月27日）(ピン） 毎週金曜日 - コメンテーター
- TVチャンピオン極 〜KIWAMI〜（テレビ東京 & BSジャパン、2018年4月14日 - 2019年9月）（毎週土曜日・日曜日） - MC[43][44]
- 5時に夢中!（TOKYO MX、2016年4月6日 - 2019年3月27日）(ピン）毎週水曜日[45][46]
- 基礎英語0〜世界エイゴミッション〜（NHK Eテレ、2018年4月7日 - 2019年3月23日）(ピン）毎週土曜日
- ネプ&イモトの世界番付（日本テレビ、2015年11月13日 - 2016年3月11日）(ピン）
- もしもしにっぽんTV（NHK総合、2015年7月31日 - 2015年11月12日、BSフジ・NHKワールド）(ピン）
- えいごであそぼ（NHK Eテレ）(ピン）不定期出演
- おはスタ（テレビ東京、2016年4月06日 - 2023年8月25日）(ピン）月曜日から金曜日まで - MC[47][48][49]

#### 過去の出演番組

##### アメリカ
HBO
- Vice News Tonight（2017年5月3日）(ピン）[50]

##### 日本
テレビ東京
- 内村のツボる動画 （2021年4月21日）(ピン）
- ゴッドタン（2016年8月20日）(ピン）
- コレ考えた人、天才じゃね!?〜世界の便利グッズ集めましたスペシャル〜（2016年1月11日 / 2015年11月27日）(ピン）[51]
- 今夜もドル箱（2015年8月25日）(ぬわらし）

日本テレビ
- スッキリ（2021年7月5日 / 2021年7月1日 / 2020年7月9日 / 2020年5月26日 / 2020年4月2日 (ピン) / 2016年1月5日 (ぬわらし)）
- ヒルナンデス!（2021年7月1日）(ピン）
- バゲット（2021年7月1日）(ピン）
- スクール革命!（2021年1月30日 / 2021年1月10日 / 2017年11月5日）(ピン）
- 音が出たら負け（2021年1月23日）(ピン）
- 絶対に笑ってはいけない大貧民GoToラスベガス24時!（2020年12月31日）(ピン）
- クイズ!あなたは小学5年生より賢いの?（2020年12月25日）(ピン）[52]
- 有吉の壁（2020年7月22日 / 2015年12月28日 / 2015年8月3日）(ピン）[53]
- 押したらどうなる!?禁断のボタン（2020年3月27日）(ピン)[54]
- 激レアさんを連れてきた。（2020年1月25日）(ピン)
- 有吉反省会（2019年5月4日）(ピン)
- インテリが知らない世界のおバカ疑問（2017年8月26日）(ピン)
- UWASAのネタ（2017年6月21日）(ピン)
- 究極の○×クイズSHOW!!超問!真実か?ウソか?（2017年6月2日）(ぬわらし)
- ウチのガヤがすみません!（2015年12月13日）(ピン）
- ものまねグランプリ（2015年9月22日）(ピン）
- ダウンタウンのガキの使いやあらへんで!（2015年8月9日）(ピン）

フジテレビ
- PIKOOOON!（2021年4月25日）(ピン)
- 東京ワールドツアーズ（2021年3月28日）(ピン)
- Love music（2021年1月10日）(ピン)
- 千鳥のクセがスゴいネタGP（2020年12月10日）(ピン)
- 芸能人が本気で考えた!ドッキリGP（2019年8月24日）(ピン)
- Love music（2019年7月20日 / 2019年7月27日 / 2018年12月23日）(ピン)
- 人気芸能人にイタズラ! 仰天ハプニング○連発（2017年10月5日）(ピン)
- ネプリーグ（2017年4月17日 / 2017年3月27日 / 2016年12月12日）(ピン)
- とんねるずのみなさんのおかげでした（2016年12月22日 / 2015年4月2日）博士と助手〜細かすぎて伝わらないモノマネ選手権〜 (ピン)
- プロ野球珍プレー・好プレー大賞（2016年11月5日）(ピン)
- 魁!音楽の時間（2016年3月6日 / 2016年1月24日 / 2016年1月17日 / 2015年11月15日）(ピン）

TOKYO MX
- 内村さまぁ〜ず（2020年9月21日 / 2020年9月28日）(ピン）
- バラいろダンディ（2016年9月16日）(ピン）

NHK
- 天才てれびくん（2020年7月13日 / 2020年7月14日）(ピン）
- すイエんサー（2019年8月27日）(ピン）

テレビ朝日
- レッドライト・グリーンライト（2021年2月20日）(ピン)
- 裸の少年（2020年11月14日）(ピン)
- 激レアさんを連れてきた。（2020年1月25日）(ピン)
- お願い!ランキング（2019年11月05日 / 2016年9月28日 / 2016年9月14日 / 2016年8月31日）(ピン)
- テレビ千鳥（2019年4月22日）(ピン)
- アメトーーク（2018年9月20日 / 2017年9月14日 / 2017年8月10日）(ピン)
- 世界はたった6人でつながる（2018年1月4日）(ピン)
- くりぃむVS林修!クイズサバイバー（2017年12月31日）(ピン)
- ナニコレ珍百景（2016年12月14日 / 2015年12月9日）(ピン)
- 聞きにくい事を聞く（2016年8月24日 / 2016年6月8日）(ピン)
- モーニングショー（2016年7月7日）(ピン)
- ブラマヨとゆかいな仲間たち アツアツっ! （2016年3月5日 / 2016年2月27日）(ピン)
- 日本人の3割しか知らないこと くりぃむしちゅーのハナタカ!優越館（2015年10月4日 / 2015年8月30日 / 2015年7月19日）(ピン)
- 『ぷっ』すま（2015年3月27日）(ぬわらし)

TBS
- アイアム冒険少年（2021年3月22日 / 2021年1月25日）(ピン)
- KAT-TUNの世界一タメになる旅!（2020年9月4日）(ピン)
- 水曜日のダウンタウン（2020年5月27日 / 2019年5月15日 / 2017年6月21日）(ピン)
- なかい君の学スイッチ（2017年10月30日）(ピン)
- 究極バトル“ゼウス”III（2016年11月24日）(ピン)
- 芸人キャノンボール（2016年1月1日）(ピン)
- 有田チルドレン（2015年6月16日）(ぬわらし)

BS・CS放送
- ドリームスシリーズ 芸人オールスターチャンピオンボウリング2021（2021年05月18日、フジテレビONE) (ピン）
- 乃木坂46えいご（2019年10月27日 / 2019年9月29日 / 2018年8月26日 / 2016年12月10日、CS TBSチャンネル）(ピン）
- ドリームスシリーズ 芸人オールスターチャンピオンボウリング2019（2019年03月29日、フジテレビONE) (ピン）
- ドリームスシリーズ 芸人オールスターチャンピオンボウリング2018（2018年01月30日、フジテレビONE) (ピン）
- もぎもぎKANA-BOON（2017年6月11日/18日/25日、2016年2月4日、スペースシャワーTV）(ピン）
- ギャラ3000円芸人（2015年8月10日、BSスカパー!）(ぬわらし）
- ゲキレア珍百景（2015年7月5日 / 2015年11月1日、CSテレ朝チャンネル1）(ピン）

名古屋テレビ放送
- おぎやはぎのハピキャン〜キャンプはじめてみました〜（2020年8月26日 / 2019年04月24日）(ピン)

テレビ愛知
- 店の名は。（2018年12月12日 / 2018年12月19日）(ピン)
- 前略、大徳さん（2018年10月14日）(ピン)

岩手朝日テレビ / 秋田朝日放送
- 勝手に観光大使（2015年11月7日) (ピン）

CBCテレビ
- 本能Z（2017年7月19日）(ぬわらし)

関西テレビ
- 千原ジュニアの座王（2020年11月22日）(ピン)
- ミュージャック（2017年4月21日）(ぬわらし)
- お笑いワイドショー マルコポロリ!（2016年5月1日）(ぬわらし)

MBSテレビ
- 歌ネタ王決定戦（2018年9月20日）(ぬわらし)
- バナナブラマヨの新しい法律を作る会（2017年2月28日）(ピン)

### 声優・ナレーション

#### 過去の出演番組

##### テレビアニメ
- Bラッパーズ ストリート（テレビ東京、2019年12月26日）(ヌワーラ先生役)
- ジモトがジャパン（テレビ東京、2019年12月9日）(三猿サルフミ先生役)[55]
- 映画 妖怪ウォッチ シャドウサイド 鬼王の復活（2017）にゲスト出演 (メガネのお兄さん役)
- 映画 妖怪ウォッチ 空飛ぶクジラとダブル世界の大冒険だニャン!（2016）実写パートにゲスト出演 (本人として)

##### ナレーション
- パズラ（2021年3月25日、NHK Eテレ）
- THE MANZAI（2020年12月6日、フジテレビ）THE MANZAIのオープニングの声
- Mr.スーツマンSHOW（2020年7月4日、TBS）アナウンス
- TOKYO BB（2019年10月4日 - 2020年2月21日、U-NEXT）ナレーション
- VS嵐（2018年8月30日 / 2017年10月12日）ナレーション 「クイズ松本潤」というコーナーで[56]
- ミッション「ハワイ島の財宝を探せ！」（2017年9月30日、NHK Eテレ）ナレーション ボス役
- 絶対!カズレーザー（2017年04月19日）ナレーション
- やっちまったtv（2016年04月12日）ナレーション
- ザ・ビッグチャンス!（2015年8月3日 / 2014年12月29日）ナレーション
- カウントダウン・アニメヒロイン（2014年12月29日、NHKラジオ第1放送）ナレーション
- Love music (フジテレビ、2015年10月16日 - 2023年9月18日) ナレーション担当 毎週日曜日

### ラジオ

#### 過去の出演
- 小学生の基礎英語（2021年4月 - 2023年8月 、NHKラジオ第2放送）
- 基礎英語0（2020年4月〜2021年3月、NHKラジオ第2放送）[3]
- おとなりさん（2022年6月2日、 文化放送）ゲスト（ピン）
- J-WAVE START LINE（2020年11月20日〜26日、J-WAVE）占いコーナー (ピン)
- おぎやはぎのメガネびいき（2020年07月23日、TBSラジオ）(ピン)
- J-WAVE HOLIDAY SPECIAL TOKYO SOUND HOPPING 9時間生放送！（2019年10月14日、J-WAVE）(ピン)
- TOKYO FM WORLD（2018年11月20日、Tokyo FM）(ピン)
- 三四郎のオールナイトニッポン0(ZERO)（2017年12月24日、ニッポン放送）～ラジオ・チャリティ・ミュージックソンスペシャル～(ピン)
- AVALON (ラジオ番組)（2017年5月23日、J-WAVE）(ピン)
- GOLD RUSH (J-WAVEのラジオ番組) （2017年1月13日、J-WAVE）(ピン)
- 紗倉まな・ハリウッドザ コシショウの朝まで丸裸（2016年8月6日 / 2016年7月30日、 文化放送）(ピン)
- アルコ&ピースのオールナイトニッポン0(ZERO)（2015年8月27日、ニッポン放送）(ピン)
- ロッチのだめだめラジオ・天使のお言葉（2013年08月17日、NHKラジオ）(ぬわらし)

### Web配信
- セガにゅー（YouTube、2023年8月28日 - ）(ピン)[57]
- ミルダム X コトダマん チャレンジ（Mildom、2020年10月16日）(ピン）
- 内村さまぁ〜ず（Amazonプライム・ビデオ、2020年8月10日〜2022年10月27日番組終了）(ピン）
- いきなりフォーリンラブ（AbemaTV、2020年1月22日 - 3月25日）(ピン) - MC
- 格闘代理戦争（AbemaTV、2018年12月29日 / 2018年12月1日 / 2018年11月24日）(ピン)
- The NIGHT（AbemaTV、2017年3月18日 / 2017年3月11日）(ピン)
- さきどりBose（GYAO!、2016年12月19日 - 2017年1月30日）(ピン）毎週月曜日
- 古坂大魔王のカツアゲ（AbemaTV、2016年12月27日）(ピン)
- 動画発掘！ ガオガオGYAO!（GYAO!、配信期間 2016年11月9日～2017年1月14日）(ぬわらし) Part 1 | 2 | 3 | 4
- 真麻の部屋へようこそ！（NOTTV、2015年11月28日 / 2015年11月21日）(ぬわらし)
- 矢作とアイクの英会話（YouTube[58]）(ピン)

## 舞台

### コンサート
- 『ディズニー・ワールド・ビート “The Magic Moment ～魔法に出逢う瞬間”』 [59][60] - MC
  - 東京・ サントリーホール (2019年04月12日)
  - 大阪・ ザ・シンフォニーホール (2019年04月13日)
  - 名古屋・愛知県芸術劇場 (2019年04月14日)

### 個人ライブ
- 『もみあげほしい』アイクぬわらとプリンセス金魚みんなのたかみちのトークライブ
  - Vol.1 (2018年8月29日)
  - Vol.2 (2018年10月24日)
  - Vol.3 (2018年12月19日)
- 『アイクぬわらのコメディーチャレンジ』
  - Vol.1 (2016年6月4日) ゲスト：ミラクルひかる、さらば青春の光森田哲矢、ニューヨーク屋敷裕政。VTRナビゲーター：おぎやはぎ矢作兼
  - Vol.2 (2017年3月5日) ゲスト：美保純、しずる村上純、ジグザグジギー池田勝。VTRナビゲーター：ドランクドラゴン鈴木拓

### ゲスト出演
- 『千鳥の大漫才』（千鳥の単独ライブにサプライズゲスト出演）
  - 東京・よみうりホール (2017年11月5日)
  - 大阪・新歌舞伎座 (2017年11月10日)

### イベント
- 2016年8月21日 「ROCKETMAN SUMMER FES' 2016 『thank you for the music!』」（東京・恵比寿ザ・ガーデンホール）[61] (ピン)
- 2016年5月8日「ダイナマイト関西2016～オープントーナメント前夜祭～」（ルミネtheよしもと）[62] (ピン)

## 広告

### CM
- 洋服の青山 ゼロプレッシャー TVCM（2023）三浦友和と共演
- タカラトミー デュエル・マスターズ TVCM（2021）
- DMM英会話 TVCM（2020）
- DMM英会話 TVCM（2017）
- パズルワンダーランド TVCM（2015）(ピン)
- DMM英会話 TVCM（2014）・YouTubeのCM（2015）講師役としておぎやはぎの矢作兼と共演[63][64] (ピン)

### Web
- 『WEST GIGANTIC CITY LAND '17』公式CM
  - 待合室編（2017年6月26日）(ピン)
  - 面接編（2017年6月30日）(ピン)
  - シャドーボクシング編（2017年7月7日）(ピン)
  - チケット編（2017年20月7日）(ピン)
- 三幸製菓（2015年10月5日）WEB限定動画、濃厚チーズ気分 の新商品で濃厚チーズメン役 (ピン)